# Szteklinek
Szteklinek [pronunciación en polaco: /ʂtɛˈklinɛk/] (en alemán: Stecklin I) es un Asentamiento ubicado en el distrito administrativo de Gmina Lubichowo, dentro del Condado de Starogard, Voivodato de Pomerania, en Polonia del norte. Se encuentra aproximadamente a 4 kilómetros al noreste de Lubichowo, a 11 kilómetros al suroeste de Starogard Gdański, y a 55 kilómetros al sur de la capital regional Gdańsk.